# ミヒャエル・フォン・グリュニゲン
ミヒャエル・フォン・グリューニゲン（Michael von Grünigen, 1969年4月11日 - ）はスイス、ベルン州Schönried出身の元アルペンスキー選手。1990年代から2000年代前半にかけて、主に大回転などの技術系種目で活躍した。
正確なテクニックと冷静なコース取りで知られ、1996年、1997年、1999年、2003年の4度にわたりFISワールドカップの種目別大回転総合を制覇した。また、1997年と2001年には世界選手権の大回転でも優勝、1998年長野オリンピックでもやはり大回転で銅メダルを獲得した。
姉のクリスティーヌ・フォン・グリュニゲンもアルペンスキーのオリンピック代表選手だった。

## 経歴
1987年のジュニア世界選手権回転で銀メダルを獲得して頭角を現し、1989年1月にワールドカップデビューを果たした。1992年のアルベールビルオリンピック代表に選ばれ、回転7位、大回転13位となった。
1993年1月19日にスイスのVeysonnazで行われた大回転のレースでワールドカップ初勝利。
1994年のリレハンメルオリンピックでは回転15位、大回転では1本目途中棄権と不本意な成績に終わった。一方この年10月には結婚しのちに3人の子供に恵まれた。
1996年アルペンスキー世界選手権（スペイン、シエラ・ネバダ）で回転、大回転ともに銅メダルを獲得、ワールドカップでは大回転で5勝をあげて初の種目別総合タイトルを獲得するとともに全体総合でも自己最高位となる3位となった。
翌1997年アルペンスキー世界選手権（イタリア、セストリエール）では大回転で金メダルを獲得し、ワールドカップ大回転総合2連覇を果たした。この活躍により1997年のスイス・スポーツパーソナリティ・オブ・ザ・イヤーを受賞した。
1998年の長野オリンピックでは回転こそ19位に終わったものの大回転では銅メダルを獲得した。
1998-1999シーズンに3度目のワールドカップ種目別大回転総合優勝、2001年アルペンスキー世界選手権（オーストリア、サンクト・アントン）では再び大回転で金メダルを獲得した。
2002年のソルトレイクシティオリンピックは自身4度目のオリンピックだったが、回転14位、大回転11位とメダルには届かなかった。2002-2003シーズンのワールドカップでは4度目のワールドカップ種目別大回転総合優勝を果たしシーズン終了後現役を引退した。
ワールドカップ通算23勝（2位16回、3位9回）、1995-1996、1996-1997、1998-1999年、2002-2003年の計4度種目別大回転総合を制した。
現役引退後はフィッシャーのスタッフとしてレース·コーディネーター、材料試験、新製品開発、マーケティング、販売促進など様々な業種に携わる一方、ジュニアの育成にも力を注いでいる。